# 粗茎凤仙花
粗茎凤仙花（学名：Impatiens crassicaudex）是凤仙花科凤仙花属的植物，是中国的特有植物。分布于中国大陆的云南、西藏、四川等地，生长于海拔3,300米的地区，常生于水沟边，目前尚未由人工引种栽培。